# Илиян Стефанов
Илиян Аврамов Стефанов (роден на 20 септември 1998 г.) е български футболист, който играе на поста атакуващ полузащитник. Състезател на Славия София.

## Кариера
През сезон 2017/2018 година с екипа на ФК Локомотив (София) дебютира в мъжкия футбол в България. След 4 сезона в състава на столичните железничари в началото на 2021 година подписва предварителен договор с друг клуб. На 23 февруари 2021 г. е обявен за ново попълнение на старозагорския Берое. На 1 март 2022 г. преминава в отбора на ПФК Левски (София). На 15 май Левски (София) печели Купата на България, като Стефанов отбелязва победния гол.

## Успехи
Левски (София)
- Купа на България (1): 2022